# Эстабрук, Говард
Говард Эстабрук (англ. Howard Estabrook; 11 июля 1884 — 16 июля 1978) — американский актёр, режиссёр, продюсер и сценарист.

## Биография
Говард Эстабрук родился в Детройте, штат Мичиган, он начал свою карьеру в 1904 году как театральный актер в Нью-Йорке. Эстабрук дебютировал в кино в 1914 году в эпоху немого кино. Он оставил актерскую карьеру в 1916 году в попытке начать собственное дело, но вернулся в 1921 году.
Эстабрук работал на руководящих должностях в различных студиях и, в конце концов, начал производить фильмы в 1924 году. Вскоре он нашёл своё призвание в кинодраматургии. Он работал над сценариями к таким фильмам, как «Ангелы ада» (1930) и «Улица удачи» (1930), за который был номинирован на премию «Оскар». В следующем году он выиграл премию Американской киноакадемии за лучший адаптированный сценарий к фильму «Симаррон».
Эстабрук продолжал свою карьеру сценариста в течение трех десятилетий, а также занимался производством фильмов до своей смерти 16 июля 1978 года в Вудленд-Хиллз, Лос-Анджелесе, штат Калифорния.